# Edgardo Mondolfi
Edgardo Mondolfi Otero (* 15. Mai 1918 in Caracas, Venezuela; † 7. November 1999 ebenda) war ein venezolanischer Zoologe und Ökologe mit einem Schwerpunkt auf der Säugetierkunde.
Mondolfi war Professor an der Universidad Central de Venezuela und setzte sich vor allem für die Erforschung und den Schutz der südamerikanischen Säugetierfauna ein. Er war Autor zahlreicher wissenschaftlicher Artikel und Bücher, darunter einer Monografie über den Jaguar gemeinsam mit Rafael Hoogesteijn. Daneben war er Erstbeschreiber mehrerer Säugetierarten und -unterarten, von denen die folgenden als valide betrachtet werden:
- Sylvilagus brasiliensis caracasensis Mondolfi & Méndez Aroche, 1957, eine Unterart des Tapeti innerhalb der Baumwollschwanzkaninchen
- Ichthyomys pittieri Handley & Mondolfi, 1963, eine Art der Eigentlichen Fischratten benannt nach Henri Pittier
- Das Savannen-Gürteltier (Dasypus sabanicola Mondolfi, 1968)
- Didelphis imperfecta  Mondolfi & Pérez-Hernández, 1984, eine Art der Opossums
- Sciurus granatensis llanensis Mondolfi & Boher, 1984, eine Unterart des Rotschwanzhörnchens

Die ebenfalls in Venezuela lebenden Zoologen Daniel Lew, Roger Pérez Hernández und der Spanier Jacint Ventura benannten 2006 die von ihnen erstbeschriebene Vieraugenbeutelratte Philander mondolfii nach Edgardo Mondolfi.
In späteren Jahren war Mondolfi außerordentlicher und bevollmächtigter Botschafter Venezuelas in Tansania und Kenia. Er starb am 7. November 1999 am Denguefieber.

## Belege
1. 1 2 3  Bo Beolens, Michael Watkins, Michael Grayson: The Eponym Dictionary of Mammals. The Johns Hopkins University Press, Baltimore 2009; S. 282–283. ISBN 978-0-8018-9304-9. (Google Books)
2. ↑  Daniel Lew, Roger Pérez-Hernández, Jacint Ventura: Two new species of Philander (Didelphimorphia, Didelphidae) from Northern South America. Journal of Mammalogy 87(2), 2006; S. 224–237. doi:10.1644/05-MAMM-A-065R2.1

| Personendaten    | Personendaten                                |
| ---------------- | -------------------------------------------- |
| NAME             | Mondolfi, Edgardo                            |
| ALTERNATIVNAMEN  | Mondolfi Otero, Edgardo (vollständiger Name) |
| KURZBESCHREIBUNG | venezolanischer Zoologe und Ökologe          |
| GEBURTSDATUM     | 15. Mai 1918                                 |
| GEBURTSORT       | Caracas, Venezuela                           |
| STERBEDATUM      | 7. November 1999                             |
| STERBEORT        | Caracas, Venezuela                           |